# Telgruc-sur-Mer
Telgruc-sur-Mer (tiếng Breton: Terrug) là một xã của tỉnh Finistère, thuộc vùng Bretagne, miền tây bắc Pháp.

## Dân số
Người dân ở Telgruc-sur-Mer được gọi là Telgruciens.